# A Natural Death
A Natural Death – czwarty album studyjny amerykańskiego zespołu Horse the Band, wydany 28 października 2007 roku przez Koch Records.

## Lista utworów
1. "Hyperborea" – 2:45
2. "Murder" – 4:14
3. "The Startling Secret of Super Sapphire" – 3:18
4. "The Beach" – 1:07
5. "Face of Bear" – 4:02
6. "Crickets" – 1:06
7. "New York City" – 4:47
8. "Sex Raptor" – 3:18
9. "Broken Trail" – 3:16
10. "The Red Tornado" – 3:42
11. "Treasure Train" – 2:57
12. "His Purple Majesty" – 3:04
13. "Kangarooster Meadows" – 1:23
14. "Rotting Horse" – 4:28
15. "I Think We Are Both Suffering from the Same Crushing Metaphysical Crisis" – 7:24
16. "Lif" – 4:48

Wydanie Best Buy
1. "Crow Town" – 3:40
2. "Hyperborea" (Midi Version) – 2:34
3. "Treasure Train" (Midi Version) – 2:54

iTunes
1. "The Red Tornado" (Midi Version) – 2:45